# Брую
Брую (рум. Bruiu) — село у повіті Сібіу в Румунії. Адміністративний центр комуни Брую.
Село розташоване на відстані 193 км на північний захід від Бухареста, 44 км на схід від Сібіу, 131 км на південний схід від Клуж-Напоки, 74 км на захід від Брашова.

## Населення
За даними перепису населення 2002 року у селі проживали 463 особи.
Національний склад населення села:
| Національність | Кількість осіб | Відсоток |
| -------------- | -------------- | -------- |
| румуни         | 394            | 85,1%    |
| цигани         | 50             | 10,8%    |
| угорці         | 9              | 1,9%     |
| німці          | 8              | 1,7%     |

Рідною мовою назвали:
| Мова      | Кількість осіб | Відсоток |
| --------- | -------------- | -------- |
| румунська | 446            | 96,3%    |
| угорська  | 8              | 1,7%     |
| німецька  | 8              | 1,7%     |